# Rivière Obatogamau
La rivière Obatogamau est un affluent de la rivière Chibougamau, coulant dans la municipalité régionale de comté (MRC) de Jamésie, dans la région administrative du Nord-du-Québec, dans la province de Québec, au Canada.
La partie intermédiaire et inférieure du bassin versant de la rivière Obatogamau est accessible par la route 113, qui relie Lebel-sur-Quévillon à Chibougamau et par le chemin de fer ; tandis que le côté nord-est des lacs Obatogamau est accessible par la route 167 et le chemin de fer. Cette route suit en partie la vallée de la rivière Obatogamau.
La surface de la rivière Obatogamau est habituellement gelée du début novembre à la mi-mai ; on ne peut circuler sans risques sur la glace que de la mi-novembre à la mi-avril.

## Géographie

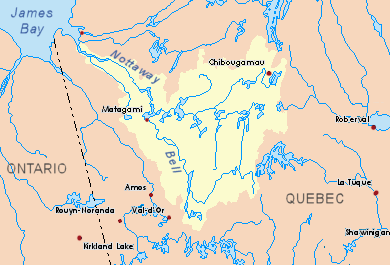
Bassin hydrographique de la rivière Nottaway.

Les principaux bassins versants voisins de la rivière Obatogamau sont :
- côté nord : rivière Chibougamau, lac Merrill, lac Opémisca ;
- côté est : rivière Boisvert, lac Chevrier, lacs Obatogamau ;
- côté sud : lac Rohault, rivière Nemenjiche ;
- côté ouest : rivière Chibougamau, lac Inconnu, lac Opawica, lac Wachigabau.

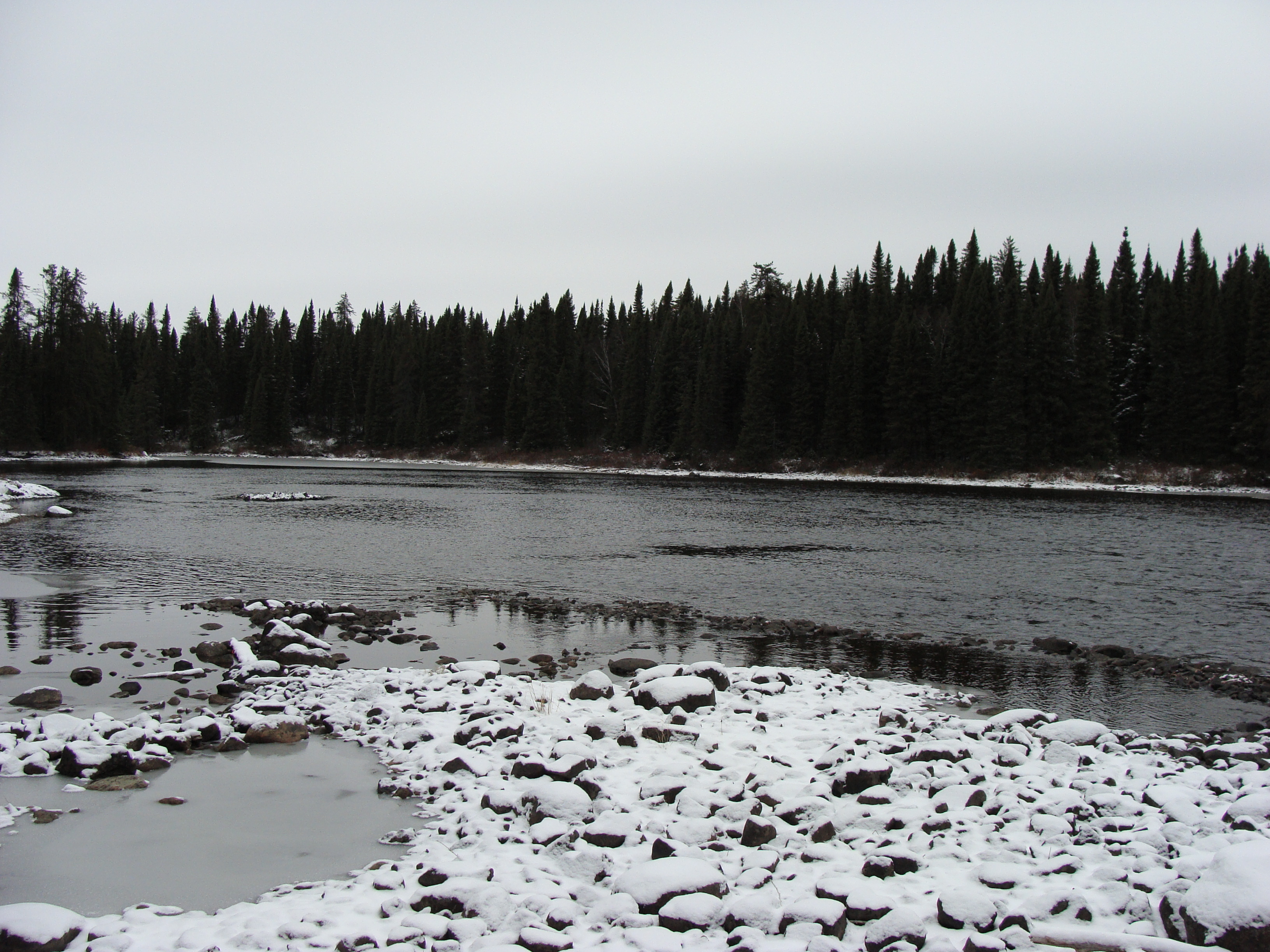
Rivière Obatogamau

La rivière Obatogamau prend sa source à l’embouchure des lacs Obatogamau (longueur : 19,6 km ; altitude : 365 m). Ce lac est situé du côté est d’une route forestière (sens nord-sud), à l'ouest du lac Verneuil (lien par la passe du Verneuil) et du lac Le Royer. De forme complexe, ce lac comporte une centaine d’îles, de nombreuses baies (dont la plus importante est la baie Anderson) et presqu’îles. L’embouchure de ce lac est situé à :
- 11,6 km au sud d’une baie du lac Chibougamau ;
- 174,6 km au nord-est de l’embouchure du Lac au Goéland ;
- 15,1 km au sud-est du chemin de fer du Canadien National reliant Saint-Félicien (Québec) à Chibougamau ;
- 29,3 km au sud-est du centre du village de Chapais ;
- 34,1 km au sud du centre-ville de Chibougamau ;
- 364 km au sud-est de l’embouchure de la rivière Nottaway ;

À partir de sa source (embouchure des lacs Obatogamau), la rivière Obatogamau coule sur 130,7 km selon les segments suivants :
Partie supérieure de la rivière Obatogamau (segment de 34,1 km)
Cantons traversés : de Fancamp, de Haüy, de Brongniarat et de Brochant.
- 5,3 km vers le nord dans le canton de Fancamp, puis le canton de Haüy en coupant une route forestière, jusqu’à un coude de rivière ;
- 4,0 km vers le sud-ouest dans le canton de Haüy, puis revenant dans le canton de Fancamp, jusqu’à une baie au sud-est du lac Muscocho ;
- 10,5 km vers le nord, puis le sud-ouest, en traversant le lac Muscocho (altitude : 365 m) sur sa pleine longueur ;
- 2,9 km vers le sud-ouest, en traversant le lac Keith (longueur : 4,3 km ; altitude : 365 m) ;
- 11,4 km vers l'ouest, en traversant le lac à l'Eau Jaune (longueur : 18,6 km ; altitude : 365 m) ;

Partie intermédiaire de la rivière Obatogamau (segment de 53,8 km)
Cantons traversés : De Brochant et D'Anville.
- 8,0 km vers le nord-ouest, jusqu’à la rive ouest d’une baie du Lac de la Presqu'île (Nord-du-Québec) ;
- 6,8 km en contournant par le sud la grande presqu'île, puis l'ouest en traversant le Lac de la Presqu'île (longueur : 5,7 km ; altitude : 354 m). Note : ce lac se serait formé par l'impact d'une météorite ;
- 20,0 km vers l'ouest dans le canton de Brochant en formant deux grands courbes vers le nord dont la première fait un passage dans le canton de Lévy et la deuxième dans le canton de Daubrée, jusqu’à un ruisseau (venant du sud) ;
- 19,0 km d’abord vers le nord jusque dans le canton de Daubrée, puis vers le sud-ouest en revenant dans le canton de Brochant, en traversant des zones de marais et en longeant (du côté sud) le chemin de fer jusqu’au ruisseau Dickson (venant du sud) lequel draine les eaux du lac Dickson

Partie inférieure de la rivière Obatogamau (segment de 42,8 km)
Cantons traversés : D'Anville, de Dolomieu et de Saussure.
- 22,5 km vers l'ouest en serpentant en zone de marais jusqu’à la décharge du Lac Society lequel reçoit du côté nord les eaux du Lac des Misérables et de la rivière des Deux Orignaux ;
- 1,4 km vers le sud-ouest en zone de marais jusqu’à l’embouchure du Lac Mechamego dont le courant traverse la partie nord sur 0,5 km ;
- 7,6 km vers l'ouest en formant une courbe vers le nord, jusqu’à l’embouchure du Lac du Cœur pendant que le courant traverse dans la partie nord sur 0,4 km ;
- 11,3 km vers l'ouest en formant trois courbe vers le nord, jusqu’à son embouchure[2].

La rivière Obatogamau se déverse sur la rive sud-est de la rivière Chibougamau ; cette embouchure est située tout près (côté sud-ouest) du pont de la route 113 enjambant la rivière Chibougamau. À partir de cette embouchure, le courant descend vers le sud-ouest la rivière Chibougamau sur 41,4 km, jusqu’à son embouchure  qui constitue la confluence avec la rivière Opawica. De là, le courant coule généralement vers l'ouest en empruntant la rivière Waswanipi, jusqu’à la rive est du lac au Goéland. Ce dernier est traversé vers le nord-ouest par la rivière Waswanipi qui est un affluent du lac Matagami.
L’embouchure de la rivière Obatogamau est située à :
- 35,5 km au nord-est de l’embouchure de la rivière Chibougamau (confluence avec la rivière Opawica) ;
- 101,8 km au nord-est de l’embouchure du lac au Goéland ;
- 121,2 km au sud-est de l’embouchure du Lac Olga ;
- 30,2 km au nord-est du centre du village de Waswanipi ;
- 82,4 km au sud-est du centre-ville de Chibougamau.

## Toponymie
Cette hydronyme est indiqué sur une carte de 1941. D’origine crie, le terme obatogamau signifie resserré par du bois, de la végétation. Cette hydronyme est indiqué dans le Fifth Report of the Geographic Board of Canada 1904, publié à Ottawa en 1905, page 46 : « Obatogamau ; lake, at the eight of land South of  Chibougamau Lake, Abitibi district, Que. ».
Le toponyme rivière Obatogamau a été officialisé le 5 décembre 1968 à la Commission de toponymie du Québec, soit à la création de cette commission